# Villereau (Nord)
Villereau ist eine französische Gemeinde mit 1062 Einwohnern (Stand 1. Januar 2022) im Département Nord in der Region Hauts-de-France. Sie gehört zum Kanton Aulnoye-Aymeries im Arrondissement Avesnes-sur-Helpe. Die Bewohner nennen sich Villerotins.

## Lage
Die Gemeinde Villereau liegt an der Rhonelle im Regionalen Naturpark Avesnois, 18 Kilometer südöstlich von Valenciennes und acht Kilometer südlich der Grenze zu Belgien. Umgeben wird Villereau von den Nachbargemeinden Frasnoy, Gommegnies, Locquignol, Jolimetz, Potelle und Le Quesnoy. Villereau liegt inmitten eines der nördlichsten Weinanbaugebiete Frankreichs.

## Bevölkerungsentwicklung
| Jahr                       | 1962 | 1968 | 1975 | 1982 | 1990 | 1999 | 2019 | 2021 |
| Einwohner                  | 634  | 593  | 605  | 634  | 663  | 701  | 932  | 1057 |
| Quellen: Cassini und INSEE |      |      |      |      |      |      |      |      |

## Sehenswürdigkeiten

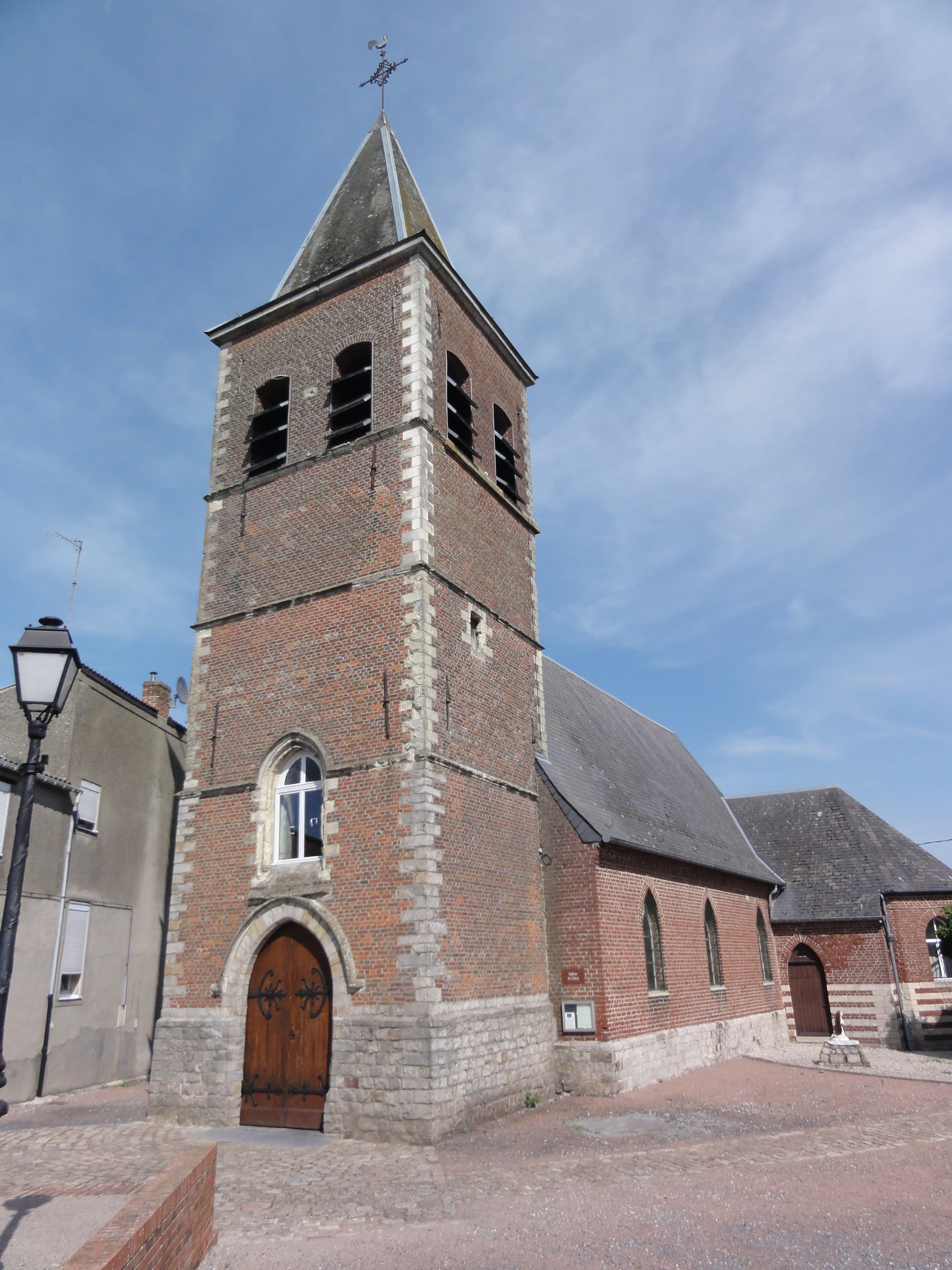
Kirche Saint-Géry
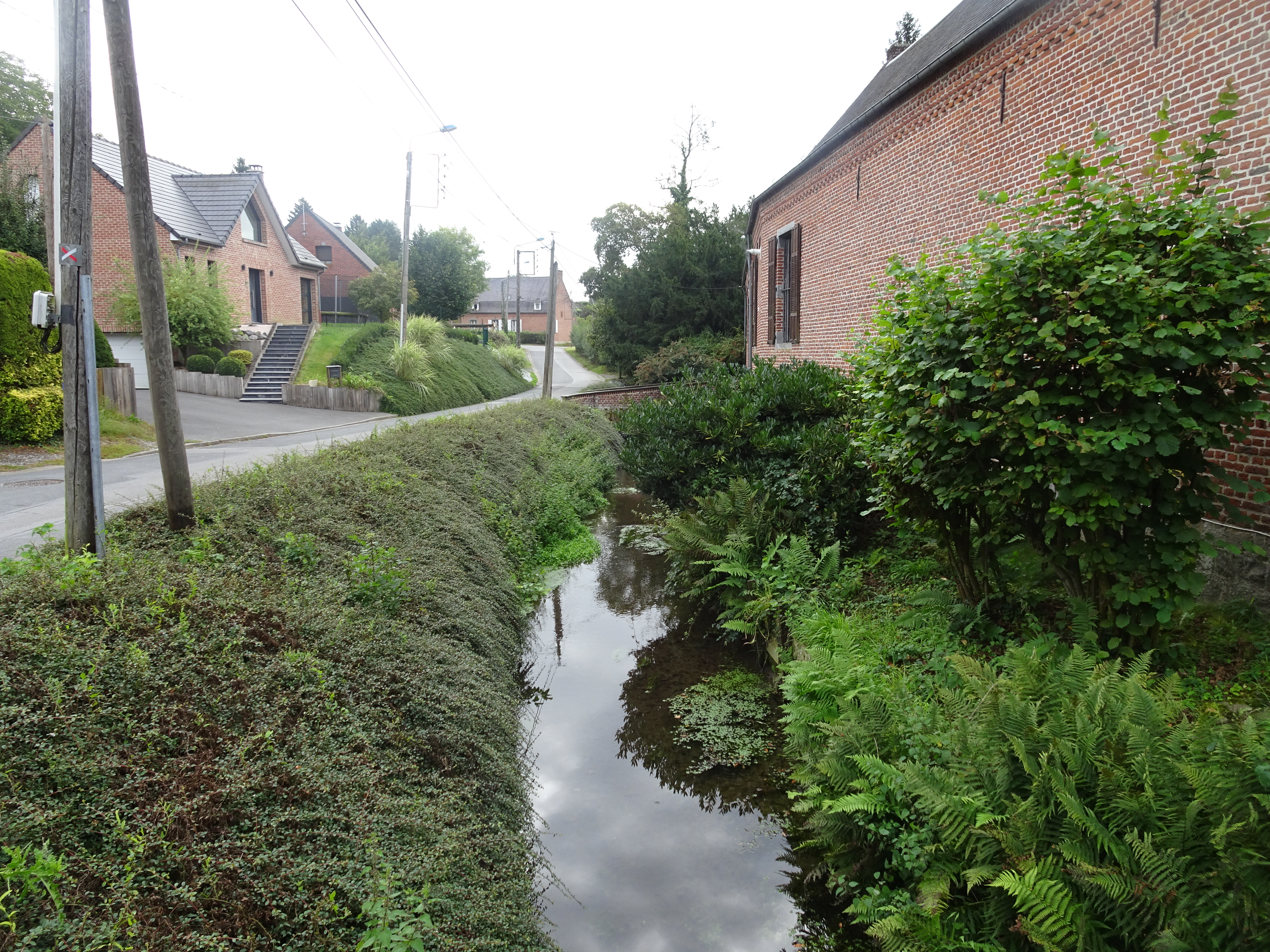
Die Rhonelle in Villereau

- Kirche Saint-Géry
- Die Rhonelle in Villereau